# Longitude (album)
Pour les articles homonymes, voir Longitude.
Albums de Martial Solal Trio
Solitude
(2007) Live at the Village Vanguard
(2008)
Longitude est un album en trio du pianiste de jazz français Martial Solal, sorti en 2008 sur le label CamJazz.

## À propos de l'album
Alors âgé de 80 ans, Martial Solal retrouve ses complices les jumeaux François et Louis Moutin.
Le batteur Louis Moutin décrit ainsi leur approche du trio :

« Lorsque nous rentrons sur scène, nous n'avons aucune idée de ce que nous allons jouer. Martial pose les mains sur le piano, et improvise selon son humeur, selon l'esprit de l'instant. Avec François à la contrebasse, nous sommes à l'écoute. Et hop !, on envoie, on lui répond. Ça peut durer un petit moment. Et puis, un standard fait son apparition, ou pas. Solal s'en éloigne. Pour citer parfois un autre thème. Le tout dans une grande continuité. Je ne connais personne qui ait une telle réactivité. »

Le répertoire du disque est constitué de sept compositions et de trois standards complètement réinventés, Solal jouant à déconstruire les thèmes, comme par exemple sur « l'étrange mais hilarante » introduction de Tea for Two.

## Accueil critique
L'album est très bien accueilli par la critique, à commencer par le critique de jazz américain Dan Morgenstern qui dans les notes de pochette de l'album affirme que Solal est l'un des plus grands pianistes de l'histoire du jazz.
John Kelman et Kevin Calabro (All About Jazz) saluent la relation presque « télépathique » qui existe entre les trois musiciens. Pour Yvan Amar (Jazzman), il s'agit d'« un des meilleurs trios du monde. »
Kelman loue le jeu de Solal, qui « bien qu'approchant les 81 ans, joue avec une fraicheur et une vitalité irrésistible. » Pour Sophie Chambon (Citizen Jazz), le jeu de Solal « demeure intense et enlevé, et l’interprétation relève de la véritable frénésie — à moins que ce ne soit une vigueur permanente. […] Toujours élégant dans les exposés harmoniques, inventif dans les improvisations, il garde la mélodie pour credo à condition de la déstructurer. » Débora Muller (RFI) écrit que « Martial Solal déploie un jeu saupoudré d'humour, terriblement élégant et sensuel, et inouï. »
Ken Dryden (AllMusic) note la richesse des compositions, en particulier Slightly Bluesy, un morceau qui examine sous toutes ses coutures une phrase blues de trois notes qui permet au trio de briller.

## Liste des pistes
| No  | Titre                     | Musique                          | Durée |
| --- | ------------------------- | -------------------------------- | ----- |
| 1.  | Slightly bluesy           | Martial Solal                    | 4:36  |
| 2.  | Here's that rainy day     | Jimmy Van Heusen                 | 4:02  |
| 3.  | Longitude                 | Martial Solal                    | 3:55  |
| 4.  | Bizarre vous avez dit     | Martial Solal                    | 3:16  |
| 5.  | Tea for Two               | Irving Caesar/Vincent Youmans    | 5:17  |
| 6.  | Solaltitude               | Martial Solal                    | 4:49  |
| 7.  | Short cuts                | Martial Solal                    | 5:07  |
| 8.  | The Last Time I Saw Paris | Jerome Kern/Oscar Hammerstein II | 3:30  |
| 9.  | Monostome                 | Martial Solal                    | 5:29  |
| 10. | Navigation                | Martial Solal                    | 4:36  |

## Personnel
- Martial Solal - piano
- François Moutin - contrebasse
- Louis Moutin - batterie